# Jaguaribe (mesoregio)
Jaguaribe is een van de zeven mesoregio's van de Braziliaanse deelstaat Ceará. Zij grenst aan de Atlantische Oceaan in het noordoosten, de deelstaat Rio Grande do Norte in het oosten en de mesoregio's Centro-Sul Cearense in het zuidwesten, Sertões Cearenses in het westen en Norte Cearense in het noorden. De mesoregio heeft een oppervlakte van ca. 18.451 km². Midden 2004 werd het inwoneraantal geschat op 513.488.
Vier microregio's behoren tot deze mesoregio:
- Baixo Jaguaribe
- Litoral de Aracati
- Médio Jaguaribe
- Serra do Pereiro

Mesoregio's: Centro-Sul Cearense · Jaguaribe · Metropolitana de Fortaleza · Noroeste Cearense · Norte Cearense · Sertões Cearenses · Sul Cearense

Microregio's: Baixo Curu · Baixo Jaguaribe · Barro · Baturité · Brejo Santo · Canindé · Cariri · Caririaçu · Cascavel · Chapada do Araripe · Chorozinho · Coreaú · Fortaleza · Ibiapaba · Iguatu · Ipu · Itapipoca · Lavras da Mangabeira · Litoral de Aracati · Litoral de Camocim e Acaraú · Médio Curu · Médio Jaguaribe · Meruoca · Pacajus · Santa Quitéria · Serra do Pereiro · Sertão de Crateús · Sertão de Inhamuns · Sertão de Quixeramobim · Sertão de Senador Pompeu · Sobral · Uruburetama · Várzea Alegre